# Девдаріані Сеїд Сардіонович
Девдаріані Сеїт Сардіонович (груз. სეით დევდარიანი) (1879, Кутаїсі, за іншими даними —  Міронцмінда — 21 вересня, 1937, Тбілісі) — грузинський філософ, депутат Грузинської Національної Ради та Конституційної асамблеї Грузинської демократичної республіки.

## Біографія
Закінчив Тифліську духовну семінарію у 1898 р. Потім навчався в Тарту, Харкові і США, отримавши юридичну освіту.
Член РСДРП з 1900 р.
Під час навчання в семінарії зблизився зі своїм однокурсником Йосипом Джугашвілі, з яким жив в одному будинку і покровителем якого став на багато років. Саме Сан привів свого ровесника буквально за руку в соціал — демократичну грузинську групу «Месаме — даси» («Третя група»), У цьому зв'язку майбутній вождь Радянського союзу довго вважав Сана своїм першим учителем.
У 1906–1907 рр. Сан особисто рятував Сталіна від арештів, надаючи йому притулок у своїй родовій оселі в Імеретії.
Сан активно публікувався в соціал — демократичній пресі, писав філософські та політичні трактати.
У 1917 р. очолював осередок меншовиків у Харкові. Влітку 1917 р. обраний гласним Харківської міської думи. Наприкінці 1917 поїхав до Грузії, щоб брати участь у створенні там  незалежної держави. 
У 1917-1919 рр. — депутат Грузинської Національної Ради та 1919-1921 рр. — Конституційної асамблеї Грузинської демократичної республіки. 
Після радянського вторгнення до Грузії брав активну участь в антирадянському спротиві. Між 1921 та 1924 рр. – голова нелегального Центрального комітету Грузинської соціал-демократичної партії.  У 1922-1924 рр. – член нелегального Комітету незалежності Грузії.

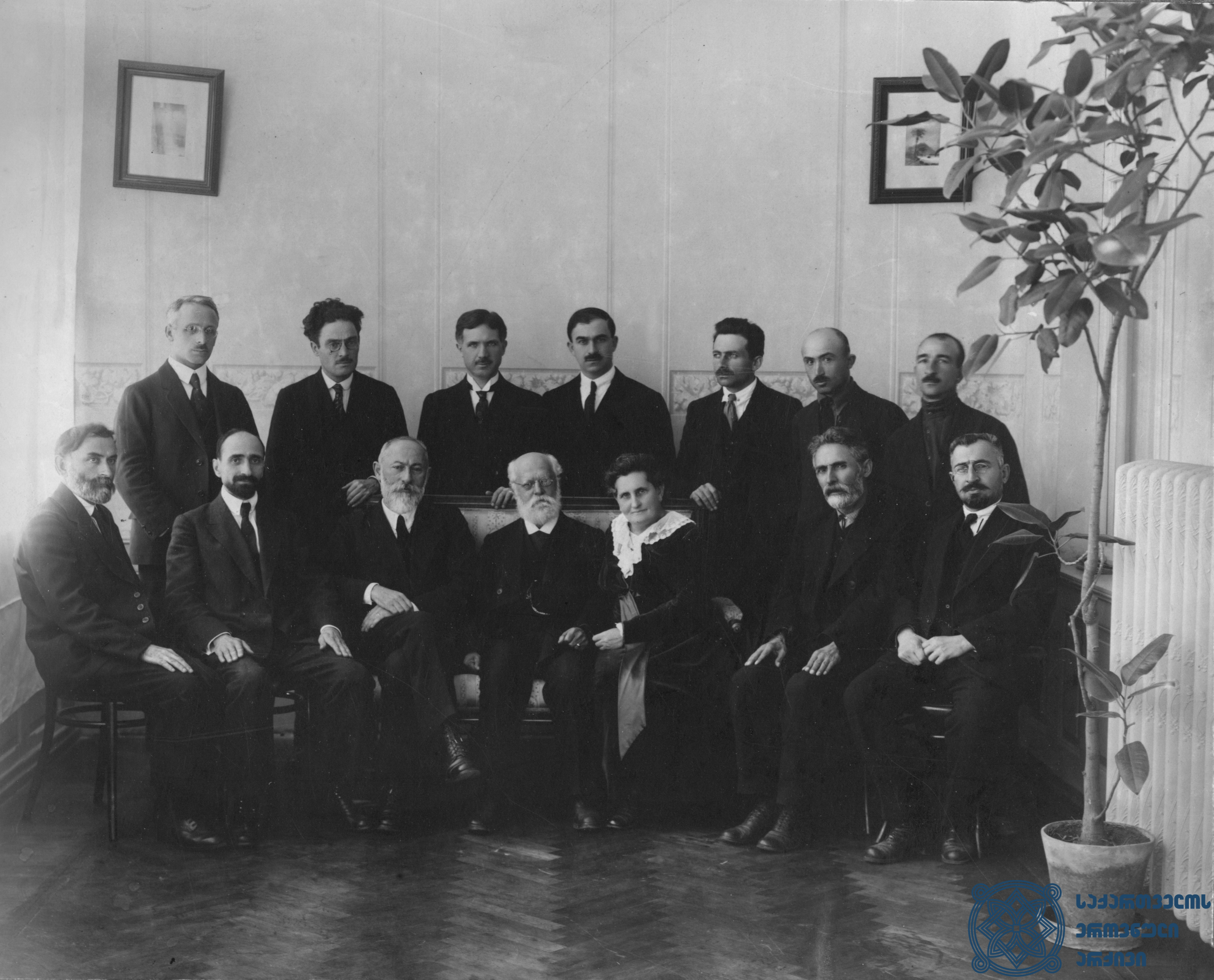
Карл Каутський серед членів Соціал-демократичної партії Грузії (меншовиків) — Ной Жорданія, Ной Рамішвілі, Сеїд Девдаріані і инши, Тбілісі, 1920 р.

Потім повністю присвятив себе філософії та історії.
В 1937 р. арештований у Тбілісі та репресований радянської владою.
Девдаріані був автором філософських робіт, зокрема тритомника Історія грузинської думки, рукопис якої був майже повністю знищений (збереглась одна глава, яка й вийшла друком уже після відновлення незалежності Грузії) 